# Bourgognea obscurior
Bourgognea obscurior är en fjärilsart som beskrevs av Jean Bourgogne 1962. Bourgognea obscurior ingår i släktet Bourgognea och familjen säckspinnare. Inga underarter finns listade i Catalogue of Life.